# World in Motion

World in Motion est une chanson du groupe britannique New Order.
En 1990, New Order est choisi par la Fédération anglaise de football pour composer l'hymne officiel de l'équipe anglaise de la Coupe du monde en Italie. 
Le groupe britannique fait donc ses premiers pas dans le mainstream. Le groupe invite quatre à cinq stars de l'équipe à chanter le refrain et se rebaptise pour l'occasion EnglandNewOrder. Le titre connaît du succès au Royaume-Uni et devient le premier single no 1 du groupe dans son pays. 
Ce premier no 1 sera également le dernier disque que New Order sort sur le label Factory Records qui fait faillite quelques mois plus tard. New Order signe chez London Records en 1993.